# Grancona
Grancona település Olaszországban, Veneto régióban, Vicenza megyében. 

## Népesség
A település népességének változása: